# Marc Rensing

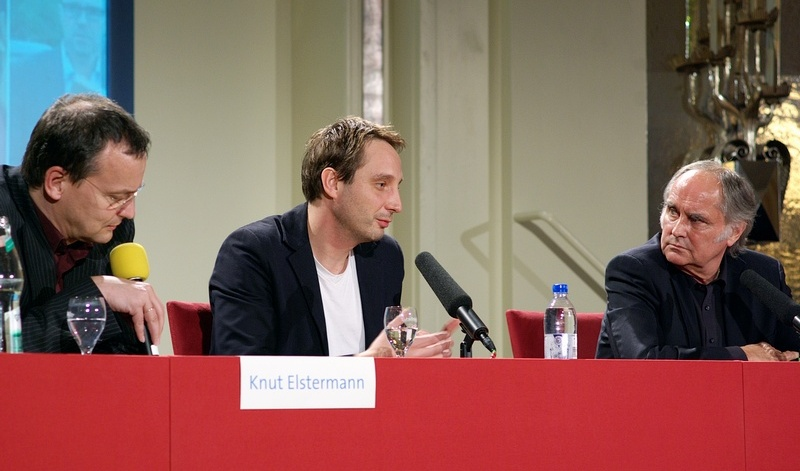
Marc Rensing (Mitte) mit Knut Elstermann und Michael Verhoeven beim Fernsehfilm-Festival Baden-Baden 2009

Marc Rensing (* 1974 in Gronau, Nordrhein-Westfalen) ist ein deutscher Filmregisseur und Drehbuchautor.

## Leben und Wirken
Marc Rensing war Mitarbeiter der Filmwerkstatt Münster und drehte eigene Kurzfilme, bevor er von 1998 bis 2005 ein Regiestudium an der Filmakademie Baden-Württemberg absolvierte. Nach einer Reihe von Auszeichnungen für seine Kurzfilme brachte ihm sein erster abendfüllender Spielfilm Parkour im Jahr 2009 den Eastman Förderpreis für Nachwuchstalente auf den Hofer Filmtagen sowie den MFG-Star Baden-Baden ein.
Rensing ist Mitglied im Bundesverband Regie.

## Filmografie
- 2001: Willkommen in Walhalla (Kurzfilm; Regie, Drehbuch)
- 2004: Alles in Ordnung (Kurzfilm; Regie, Drehbuchmitarbeit)
- 2009: Parkour (Regie, Drehbuchmitarbeit)
- 2010: Alpha 0.7 – Der Feind in dir (TV-Miniserie, Regie)
- 2013: Die Frau, die sich traut (Regie, Drehbuch)
- 2015: Tatort – Château Mort (Fernsehreihe, Regie)
- 2016: Wilsberg – In Treu und Glauben (Fernsehreihe, Regie)
- 2017: Wilsberg – Der Betreuer (Regie)
- 2018: Friesland – Der Blaue Jan (Fernsehreihe, Regie)
- 2018: Der Wunschzettel (Regie)
- 2020: Friesland: Gegenströmung (Regie)
- 2021: Die Füchsin: Treibjagd (Regie)
- 2021: Die Füchsin: Romeo muss sterben (Regie)
- 2022: Friesland: Unter der Oberfläche (Regie)
- 2023 Nord Nord Mord – Sievers und der Traum vom Fliegen (Drehbuch)
- 2024 Die Neue und der Bulle – Plötzlich Bulle (Regie)
- 2024 Die Neue und der Bulle – Versteck am Fluss (Regie)
- 2025 Friesland  – Tief im Dreck (Regie)